# Municipio de Elk (condado de Tioga)
El municipio de Elk (en inglés: Elk Township) es un municipio ubicado en el condado de Tioga en el estado estadounidense de Pensilvania. En el año 2000 tenía una población de 51 habitantes y una densidad poblacional de 0.3 personas por km².

## Geografía
El municipio de Elk se encuentra ubicado en las coordenadas 41°35′00″N 77°30′59″O / 41.58333, -77.51639.

## Demografía
Según la Oficina del Censo en 2000 los ingresos medios por hogar en la localidad eran de $29,583 y los ingresos medios por familia eran $22,188. Los hombres tenían unos ingresos medios de $52,500 frente a los $0 para las mujeres. La renta per cápita para la localidad era de $18,576. Alrededor del 11,8% de la población estaban por debajo del umbral de pobreza.